# 大塚蓮
大塚蓮（1990年10月8日—），是日本東京都出身的AV女優。

## 人物
- 2011年5月，以「綾瀨蓮」名義發行情色DVD出道；9月，AV界出道。此外，也嘗試跨足一般演員、歌手領域。

- 2013年11月，隨著轉換經紀公司改名「大塚蓮」。

- 2014年2月，採用大塚藝名的作品販售；3月，演出作品達100部。

## 主要作品
-{ムーディーズ DIVA（2011年）
- 92cmHcup著エロアイドルAV解禁（9月13日）
- ノーブラ羞恥4本番（10月13日
- イクまで終わらない突然SEX（11月13日）
- 綾瀬れんの極上風俗フルコース（12月13日）

SODクリエイト SOD ACE（2012年）
- 超高級ソープ嬢（2月23日）
- セックスの練習台が○校生の弟!彼氏を悅ばせたいツンデレお姉ちゃん（3月22日）
- 僕のかわいい妹れんちゃんと毎日中出しH♥（4月21日）
- 唾液まみれの接吻→絡みつくカラダ（5月24日）
- 新任女教師 緊縛中出しホームルーム（6月21日）}-

## 音樂
- 2012年10月推出キラキラ（MILKY POP GENERATION）[3]，收錄歌曲包括キラキラ、Kaleidoscope和memories[4]。

## 外部連結
- 大塚蓮的X（前Twitter）
- 大塚蓮的Instagram帳戶
- 大塚蓮的新浪微博
- YouTube上的頻道